# آيت لحسن ألحيى (آيت بومزيل الجبل)
آيت لحسن ألحيى هو دُوَّار يقع بجماعة أكلمام أزكزا، إقليم خنيفرة، جهة بني ملال خنيفرة في المملكة المغربية. ينتمي الدوّار لمشيخة آيت بومزيل الجبل التي تضم 6 دواوير. يقدر عدد سكانه بـ 298 نسمة حسب الإحصاء الرسمي للسكان والسكنى لسنة 2004.

## وصلات خارجية
- البوابة الوطنية للجماعات الترابية
- المندوبية السامية للتخطيط